# Jean II Juvénal des Ursins
Jean Juvénal o Jouvenel des Ursins (París, 23 de noviembre de 1388-Reims, 14 de julio de 1473) fue un eclesiástico, jurista e historiador francés, abogado general de Carlos VII de Francia, obispo de Beauvais, Laon y Reims y par de Francia. 

## Biografía

### Familia

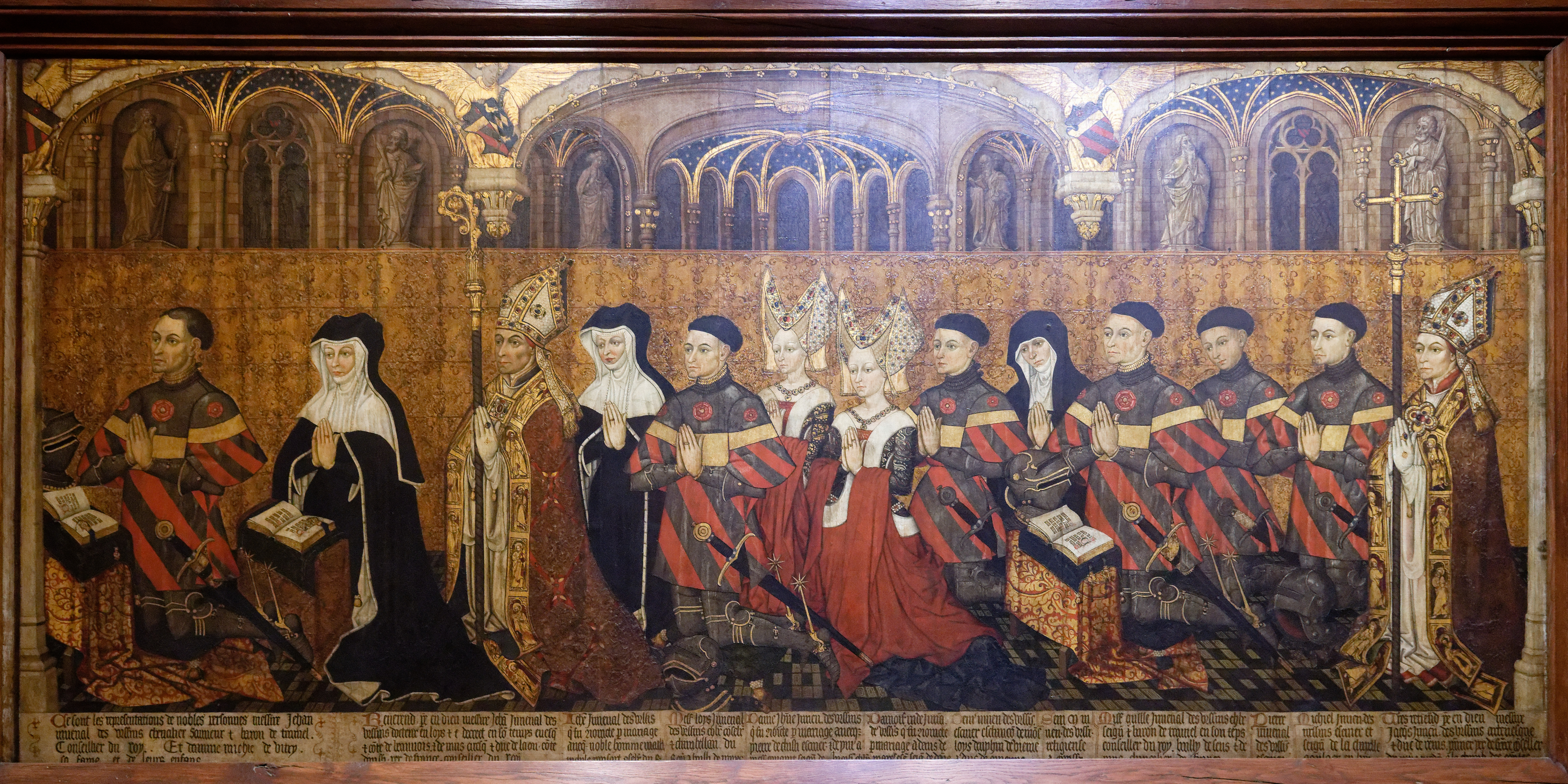
La familia des Ursins.

Nacido en el seno de una familia de Champaña, fue el primero de los dieciséis hijos de Jean Jouvenel y Michelle de Vitry, de los que solo once llegaron a la edad adulta.  
Su padre fue preboste de los mercaderes de París, canciller de Luis de Francia y presidente del parlamento de Poitiers.  De entre sus hermanos destacaron Guillaume, que fue canciller de Francia; Jacques, arzobispo de Reims; y Louis, baile de Troyes.
La familia se reputaba como emparentada con los Orsini italianos, pero este parentesco parece haber sido una invención del propio Jean: él y sus hermanos solo comenzaron a apelarse "Des Ursins" a partir de 1438 (después de la muerte del padre), no está claro si en alusión a la residencia en que vivían o como una forma pretenciosa de engrandecer su linaje.

### Carrera política
Estudiante de la Universidad de Orleans y de la de París, tras doctorarse en derecho civil y canónico se estableció como abogado en París, y en 1416 fue nombrado maestro de súplicas de la casa del delfín Carlos y consejero del rey Carlos VI de Francia.  Cuando dos años después, en el transcurso de la Guerra civil Armañac-Borgoña, los borgoñones de Juan I de Borgoña entraron en París, Juvénal hubo de escapar, permaneciendo junto al delfín en Poitiers y después en Toulouse. 
En 1425 fue nombrado abogado general del rey en el parlamento de Poitiers, en el que su padre ejercía como presidente.  En 1431 murió el padre, dejando a Jean como cabeza de la familia.

### Carrera episcopal
Inclinado a la carrera eclesiástica, fue nombrado arcipreste de Carmaign y deán de Avranches, aunque siguió residiendo junto a la corte de Carlos VII como su capellán.  
Tras la salida del anglófilo Pierre Cauchon de la diócesis de Beauvais, el rey presentó como su sucesor a Jean ante el papa Eugenio IV, quien confirmó su nombramiento en 1432.  Juvenal renunció a su cargo de abogado general del rey y el año siguiente viajó a Roma, donde recibió la consagración episcopal de manos del cardenal Giordano Orsini asistido por el obispo de Tours Philippe Coetquis y por el de Aleth Pierre Assalbit, para volver a Beauvais poco después.
En 1444 fue trasladado a la diócesis de Laon.  En 1449 fue promovido a arzobispo de Reims, por renuncia en su favor de su hermano Jacques, que en la corte de Nicolás V había sido nombrado patriarca de Antioquía.  Mantuvo el arzobispado de Reims durante el resto de su vida.

### Administración civil
Simultáneamente a su condición de obispo, en las tres diócesis tuvo también el poder temporal sobre el territorio bajo su jurisdicción, y las tres llevaron aparejado el título de par de Francia.  
Especialmente difícil fue su administración en la de Beauvais, pues en el transcurso de la guerra de los Cien Años la economía del condado había quedado muy maltrecha, y constantemente la ciudad estaba amenazada por las tropas inglesas y la población civil sufría los abusos de los soldados franceses.

Su escudo.

Fue conservador de los privilegios de la Universidad de París desde 1436, testigo desde Francia de la apertura del concilio de Basilea y de sus desavenencias con Eugenio IV, de la implantación de la pragmática sanción de Bourges y de la restitución de Carlos VII en París.  
Asistió a los estados generales de 1439 en Orleans, participó en las conversaciones de paz para la entrega de Rouen a los franceses, ofició como diplomático del rey para componer al duque de Borgoña Felipe el Bueno  con la población de Gante que se había sublevado. Presidió el concilio de Soissons en el que se trató de la reforma de las costumbres del clero y de la inmunidad de los derechos de la Iglesia. 
Formó parte, por designación de Calixto III, del tribunal que revisó el proceso contra Juana de Arco, junto al obispo de París Guillaume Chartier, al de Coutances Richard Olivier de Longueil y al inquisidor Jean Bréhal, y también del que juzgó a Jean II de Alençon por haber conspirado con el duque de York en deservicio del rey francés, y del que se formó para combatir a los valdenses en Arras.  

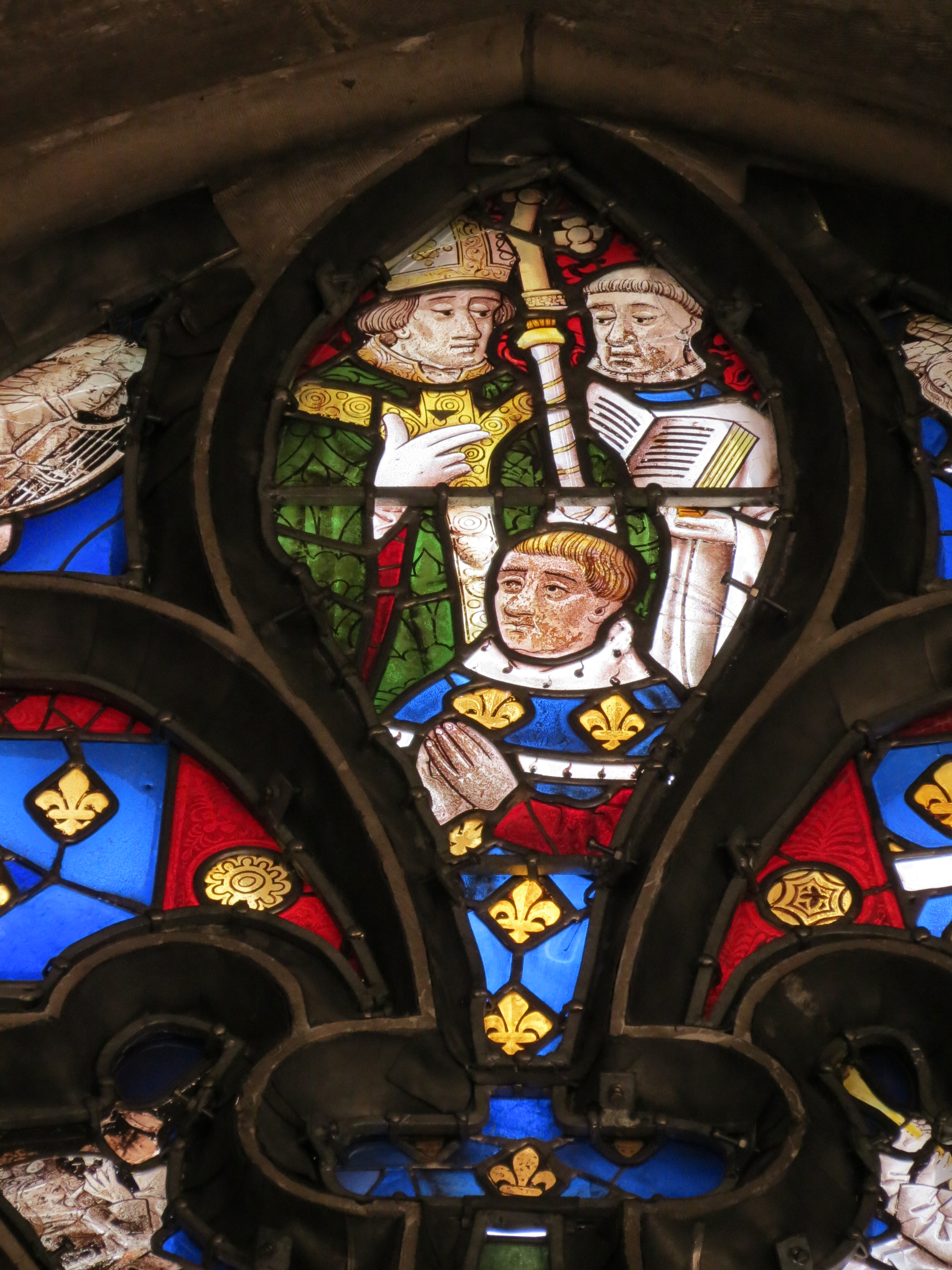
Jean Juvénal corona a Luis XI.

Ofició la ceremonia de coronación de Luis XI en Reims, y tras el final de la Guerra del bien público fue uno de los treinta y seis comisarios designados para la reforma del estado.  En 1468, debido a su avanzada edad, se retiró definitivamente a su diócesis de Reims sin intervenir en más pleitos jurídicos ni políticos.
Muerto en el palacio episcopal de Reims en el verano de 1473 a los ochenta y cinco años de edad, fue sepultado delante del altar mayor de la catedral de Reims, junto a sus antecesores en el arzobispado Guillermo de las Blancas Manos y Enrique de Francia.

## Obras
Dejó escritas varias obras, entre las que destacan las siguientes.  Solo la primera de ellas fue publicada:
- Histoire de Charles VI (París, 1614), comprende el reinado de Carlos VI de Francia (1380-1422), marcado por la guerra de los cien años, la de los Armagnac-Borgoña y el cisma de occidente;
- Dissertation sur la paix d'Arras (inédito), disertación sobre el Tratado de Arras;
- Traité du Chancelier (inédito), dirigido a su hermano Guillaume, en el que trata sobre el cargo de la cancillería;
- Remontrances au Roy por la réformation du royaume (inédito), dirigido al rey Carlos VII, sobre la necesidad de reformas en el reino de Francia.